# 내금강역
내금강역(內金剛驛)은 지금의 강원도 금강군에 위치했던 금강산선의 철도역이었다. 개통 당시에는 종착역 구실을 하였으나, 1944년 10월 1일 태평양전쟁의 물자가 부족하여 전시공출명령으로 창도~내금강 간 49.0 km 선로가 폐지 및 철거됨과 함께 폐역되었다. 현재 역 터에는 내강소학교가 들어서 있다.

## 연혁
- 1931년 7월 1일 : 말휘리~내금강 간 개통과 함께 영업 개시, 금강산선 전 구간 개통[2]
- 1944년 10월 1일 : 전시공출 명령에 의해 창도~내금강 간 49.0 km 선로 철거로 폐선되어 폐역